# Вилла Шуленбург
Вилла Шуленбург (нем. Haus Schulenburg) — особняк в городе Гера, построенный по проекту архитектора Анри ван де Велде в 1913—1915 годах. Здание являлось помещением городской медицинской школы; сегодня здесь размещается музей ван де Вельде и штаб-квартира Европейского общества Ван де Вельде.

## История и описание
Вилла Шуленбург была заложена в городе Гера в 1913 году: она проектировалась архитектором Анри ван де Велде как резиденция для семьи местного предпринимателя Пауля Шуленбурга (1871—1937), владевшего рядом текстильных производств. По окончании строительства в 1915 году, сад виллы был расширен в 1919—1920 годах по проекту ученика ван де Вельде — Тило Шодера. После смерти Шуленбурга обширный парк был разделен на несколько участков: на начало XXI века сохранилась лишь небольшая его часть. В саду всё ещё стоит оригинал статуи Ричарда Энгельмана «Kauerndes Mädchen», копия которой размещена во дворе старого здания университета во Фрайбурге-им-Брайсгау.
После экспроприации виллы Шуленбург — произошедшей после Второй мировой войны, в 1946 году — в ней с 1951 года разместилась городская медицинская школа. В дополнение к строительству трехэтажного многоквартирного общежития для студентов в западной части сада, создание в самом особняке классных комнат и медицинских помещений внесло заметные изменения в интерьер и пространственную структуру здания. По состоянию на конец 1996 года бывшая вилла Шуленбурга находился в частной собственности: с 1997 года владельцы провели комплексную реконструкцию и реставрацию как главного дома, так и хозяйственных построек, сторожки и сада. Сегодня весь ансамбль зданий используется как музей Анри ван де Вельде и является штаб-квартирой Европейского общества Ван де Вельде. Восстановленная историческая атмосфера старого здания позволяет проводить в нём свадьбы, концерты, выставки и лекции. Студенческое общежитие было снесено, что расширило парк. За успешное завершение сложной реставрации, вернувшей зданию оригинальную конструкцию, его владельцы получили премию «Thuringian Heritage» за 2012 год.

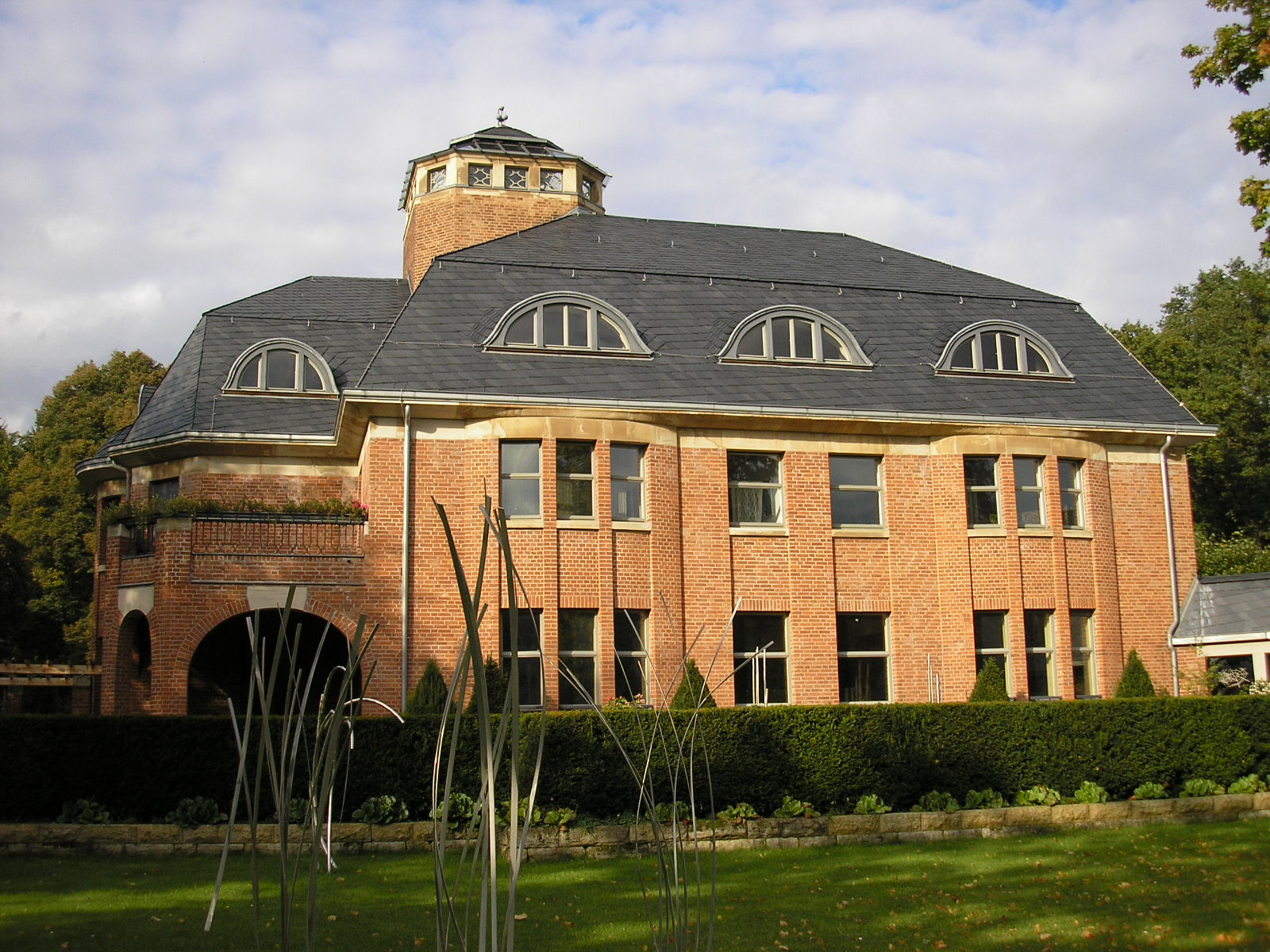
Вид на виллу Шуленбург со стороны улицы